# Hutmacher (Alice im Wunderland)

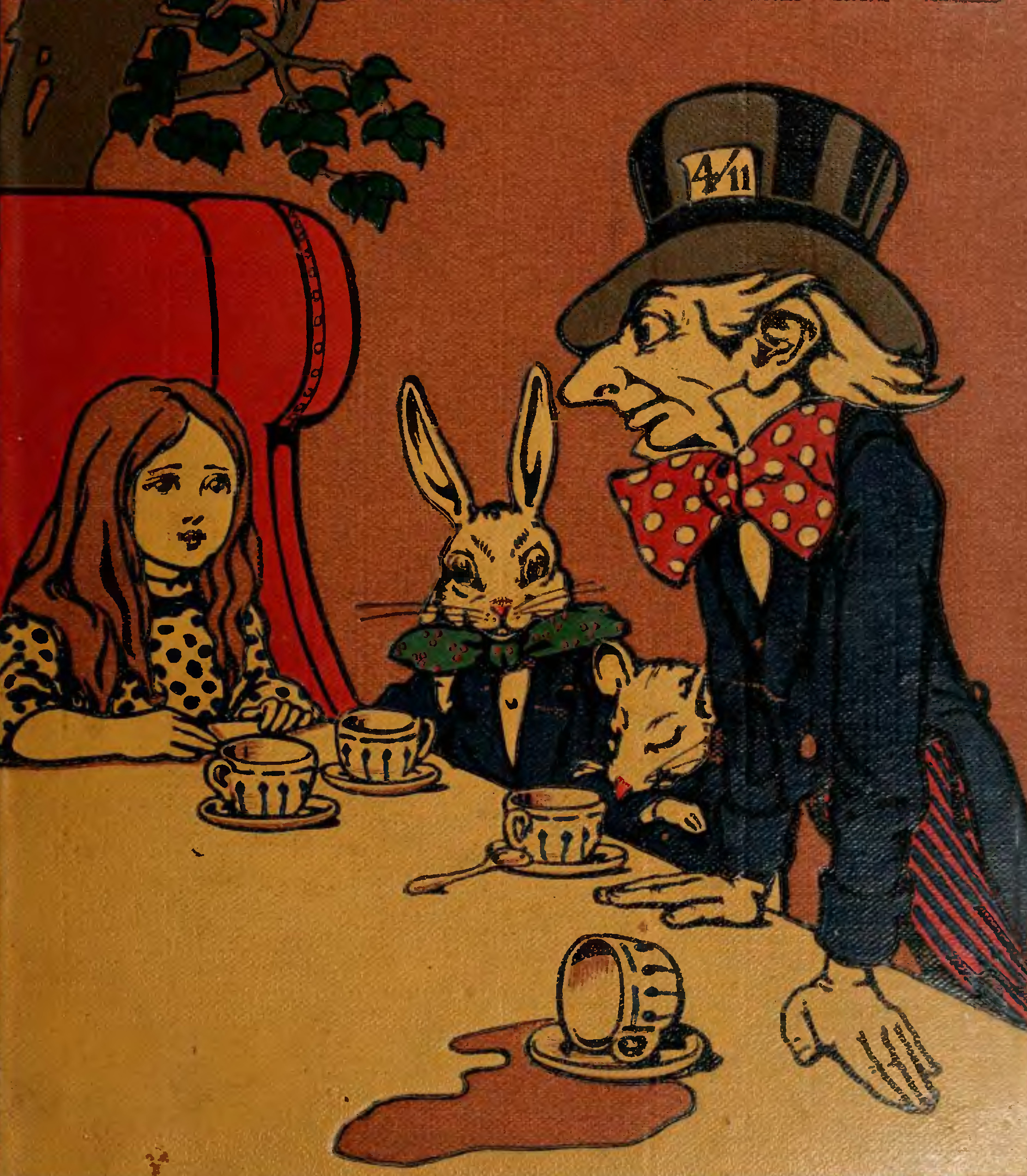
Der Hutmacher (1907).

Der Hutmacher oder manchmal der verrückte Hutmacher (im englischen Original nur The Hatter) ist eine fiktive Gestalt aus Lewis Carrolls Roman Alice im Wunderland (Alice's Adventures in Wonderland). Der Charakter ist mittlerweile eine im kollektiven Gedächtnis fest verankerte Figur der Popkultur. In Alice im Wunderland tritt er erstmals in dem Kapitel Eine verrückte Teeparty (A Mad Tea Party) auf. Die Protagonistin Alice trifft den Hutmacher während einer Teeparty im Garten des Märzhasen, einer weiteren Figur des Romans. Ein Wiedersehen mit der Figur gibt es zum Ende des Buches während des Prozesses am Hof der Herzkönigin. In Alice hinter den Spiegeln (Through the Looking-Glass, and What Alice Found There) tritt die Figur ebenfalls – hier unter dem Namen Hatta – in Erscheinung.

## Namensgebung
Der Name „verrückter Hutmacher“ ist für Carrolls Roman streng genommen ein populärer Irrtum, da die Figur im gesamten Buch niemals so genannt wird, sondern von ihm stets nur als „Hutmacher“ bezeichnet wird. Das Wort „mad“ wird lediglich einmal von der Figur der Grinsekatze separat auf den Hutmacher und den Märzhasen gleichermaßen benutzt; sie sagt: „both are mad“. Eine direkte Aufeinanderfolge der Worte „mad“ und „Hatter“ bleibt jedoch auch an dieser Stelle aus. Das adjektivische Attribut „verrückter“ wurde der Figur aufgrund ihres offensichtlich als „verrückt“ oder zumindest als absurd einzustufenden Verhaltens von den Lesern verliehen und ist seither im kollektiven Gedächtnis fest verankert. Ein Hauptgrund für das Zustandekommen dieser irrigen Zuordnung dürften die im englischen Sprachraum schon lange vor Erscheinen des Buches verbreiteten Redewendungen „mad as a hatter“ und „mad as a march hare“ („verrückt wie ein Hutmacher“ bzw. „verrückt wie ein Märzhase“) gewesen sein. Die Wendung „mad as a hatter“ geht darauf zurück, dass Hutmacher wegen der bei ihrem Handwerk eingesetzten Materialien oft an den Folgen von Quecksilbervergiftungen litten (vgl. Hutmachersyndrom). So hat Carroll aller Wahrscheinlichkeit nach diese Redewendung im Kopf gehabt, als er die Figur des Hutmachers schuf, ohne das Attribut „mad“ aufzugreifen, während seine Leser die Anspielung auf die Redewendung, die die Figur enthält, erkannten, und sie sozusagen nolens volens zu Ende führten, indem sie das Attribut aus der Redewendung zu dem eigentlichen Figurennamen gleichsam automatisch hinzudachten und dementsprechend verwendeten. Es gibt jedoch auch zeitlich früher liegende Nachweise für die Verwendung der Floskel „verrückt wie ein Hutmacher“ in der Literatur, so in dem Roman Geschichte von Pendennis (1849) von William Makepeace Thackeray.

## Aussehen

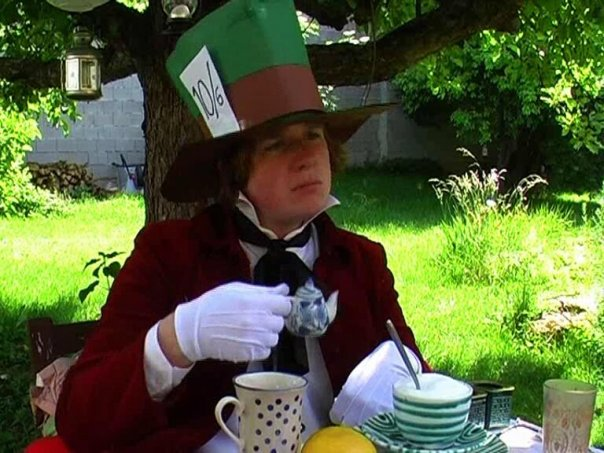
Eine Interpretation des Hutmachers

Der verrückte Hutmacher ist ein typisch viktorianisch gekleideter, relativ kleiner Mann mit vorstehenden Zähnen. Sein auffälligstes Kleidungsstück ist – naturgemäß – sein Hut, ein großer, langgezogener Zylinder, an dem ein Zettel mit der Aufschrift „In this Style 10/6“ prangt (10/6 bedeutet, dass die Anfertigung eines Hutes in diesem Stil zehn Shilling und sechs Pence kostet). Für die moderne visuelle Vorstellung vom Hatter ist insbesondere Sir John Tenniel, der erste Illustrator von Carrolls Büchern, verantwortlich. Maßgeblichen Einfluss auf die weitere Popularisierung des „Hatter“-Erscheinungsbilds übten die Künstler der Disney Studios, die den Alice-Film aus dem Jahr 1951 gestalteten, sowie die Zeichner von DC Comics aus, die an Tenniel orientierte Hatter-Typen verwenden.

## Vorbild
Die Literaturforschung nimmt an, dass in der Wirklichkeit ein Mann namens Theophilus Carter das Vorbild für den verrückten Hutmacher war, ein Möbelhändler aus der Nähe Oxfords. Carter war der Erfinder eines Wecker-Bettes, das den Schläfer zur Weckzeit mechanisch von der Matratze kippte und erstmals während der Weltausstellung von 1851 dem Publikum präsentiert wurde. Carter erhielt von seinen Kunden und Nachbarn den Spitznamen Mad Hatter, da er die Angewohnheit hatte, mit einem großen Zylinderhut in der Eingangstür seines Ladens zu stehen, während er auf Kundschaft wartete. Auch könnte ein Hutmacher aus Manchester Vorbild gewesen sein, Samuel Ogden, der 1814 zum Besuch des russischen Zaren einen besonderen Hut kreiert hatte und der als „Verrückter Sam“ bekannt war.

## Der Mad Hatter in Film und Fernsehen
Der Mad Hatter ist unter anderem bereits von den Darstellern Edward Everett Horton, Sir Robert Helpmann, Martin Short, Ed Wynn, Andrew Lee Potts, Sebastian Stan und Johnny Depp sowie in einem Music-Clip von Tom Petty dargestellt worden.

## Der Mad Hatter in der Literatur
Peter Lovesey veröffentlichte 1973 den Kriminalroman Urlaub eines Übergeschnappten (Mad Hatter's Holiday) aus der Serie um seinen Kriminalisten Sergeant Cribb. Das Buch wurde 1981 unter der Regie von June Wyndham-Davies verfilmt.
Im Manga Pandora Hearts von Jun Mochizuki wird der Chain von Xerxes Break auch „Mad Hatter“ genannt. Xerxes (meistens einfach nur Break genannt) selbst ist manchmal vom Charakter her ziemlich verrückt und seine Handlungen sind anfangs oft schwer nachzuvollziehen. Er ist immer sehr mysteriös. Außerdem liebt er Süßigkeiten und ist häufig am Esstisch mit Tee und irgendeiner Süßspeise (Kuchen oder Bonbons z. B.) zu sehen, was auch auf die Teeparty anspielen könnte.

## Der Mad Hatter in der Popkultur
Der Bekanntheitsgrad der Figur des Mad Hatters hat sich auf vielfache Weise in der Popkultur niedergeschlagen. So gibt es in den diversen Disney-Themenparks „Mad Hatter“-Karussells. Diese bestehen aus Fahrgondeln, die phänotypisch großen Teetassen nachempfunden sind und sich manuell um die eigene Achse drehen, während ein äußerer Mechanismus sie wild auf einer Fahrfläche umhersausen lässt.
Der Schurke Mad Hatter aus der Comicserie Batman ist äußerlich und teilweise charakterlich dem verrückten Hutmacher nachempfunden. Ähnliche „Hatter“-Verschnitte traten in den Serien Futurama und Wonderland in Shadow von Aubigne Spratling auf.
Der Jazz-Pianist Chick Corea veröffentlichte 1978 das Album The Mad Hatter, in welchem er auf Figuren und Episoden aus Alice im Wunderland bzw. Alice hinter den Spiegeln Bezug nimmt.
Die englische Musikgruppe The Stranglers veröffentlichte 1984 in ihrem Album Aural Sculpture das Lied Mad Hatter.
Die englische Progressive-Rock-Band Shadowland nimmt in ihren Stücken immer wieder Bezug auf Lewis Carroll. Unter anderem nannten sie ihre 1996 erschienene dritte CD Mad as a Hatter.
Das ehemalige britische Musiklabel Charisma Records, unter dem unter anderem Platten von Genesis und Monty Python veröffentlicht wurden, nutzte die Darstellung des Hatters von Sir John Tenniel als Logo.
Der Mad Hatter trat auch in einer Folge von Die Simpsons auf. Dort schrie Alice der kleinen Lisa Simpson zu, dass die Bibliothek eine Falle sei, woraufhin der Hutmacher Alice mit einem Revolver bedrängt. Hier wird er als vollkommen verrückt dargestellt.
Weiter erscheint der Hutmacher auch in der Fernsehserie Once Upon a Time – Es war einmal …. Dort kommt er aus einer anderen Welt und besitzt einen magischen Hut, der jemanden in andere Welten bringen kann. In Wonderland wird er allerdings von der Bösen Königin zurückgelassen. Dort wird er zum verrückten Hutmacher, da er zwanghaft versucht, einen magischen Hut herzustellen, der ihn zurück in seine Welt bringen soll. Dies gelingt allerdings nicht.
Der Asteroid (6735) Madhatter ist nach dem Hutmacher benannt.